# 김재종 (1935년)
김재종(1935년 3월 10일 ~ )은 대한민국의 정치인이다. 제38·39대 장흥군수를 역임했다.

## 학력
- 장흥국민학교 (졸업)
- 장흥중학교 (졸업)
- 장흥고등학교 (졸업)

## 역대 선거 결과
|  | 39.25% |

|  | 100.00% |

|  | 45.42% |